# Geocoris
Geocoris é um gênero de insetos da família Geocoridae (embora no passado os geocorídeos fossem incluídos como uma subfamília sob a família " Lygaeidae "). Comumente conhecidos como percevejos de olhos grandes, as espécies em Geocoris são predadores benéficos, mas muitas vezes são confundidos com o verdadeiro percevejo, que é uma praga. Existem mais de 140 espécies descritas em Geocoris.

## Descrição
Insetos de olhos grandes são verdadeiros insetos da ordem Hemiptera . As duas espécies norte-americanas mais comuns são Geocoris pallens e Geocoris punctipes . Ambos são predadores e ocorrem em muitos habitats, incluindo campos, jardins e gramados. Insetos de olhos grandes são considerados um predador importante em muitos sistemas agrícolas e se alimentam de ácaros, ovos de insetos e pequenos insetos, como lagarta rosa, lagartas do repolho e moscas-brancas . Insetos adultos de olhos grandes são pequenos (cerca de 3 milímetros (0,12 pol) ) preto, cinza ou bege com olhos proporcionalmente grandes. Os ovos são depositados individualmente ou em grupos nas folhas perto de presas em potencial. Desenvolvem-se com metamorfose incompleta (não há pupa ) e levam aproximadamente 30 dias para se desenvolverem de ovo a adulto dependendo da temperatura. Tanto as ninfas quanto os adultos são predadores, mas podem sobreviver com néctar e melada quando as presas são escassas. Insetos de olhos grandes, como outros insetos verdadeiros, têm aparelhos bucais sugadores perfurantes e se alimentam esfaqueando suas presas e sugando ou lambendo seus sucos. Embora sua eficácia como predadores não seja bem compreendida, estudos mostraram que as ninfas podem comer até 1.600 ácaros antes de atingir a idade adulta, enquanto os adultos consomem até 80 ácaros por dia.

## Espécies selecionadas
- Geocoris atricolor Montandon, 1908
- Geocoris bullatus (Say, 1832) (grande inseto de olhos grandes)
- Geocoris discopterus Stal, 1874
- Geocoris floridanus Blatchley, 1926 (inseto de olhos grandes da Flórida)
- Geocoris frisoni Barbeiro, 1926
- Geocoris grylloides (Linnaeus, 1761) - espécie tipo (como Cimex grylloides L.) - Europa continental
- Geocoris howardi Montandon, 1908
- Geocoris limbatus Stal, 1874
- Geocoris megacephalus (Rossi, 1790)
- Geocoris pallens Stal, 1854 (inseto ocidental de olhos grandes)
- Geocoris punctipes (Say, 1832) (big-eye bug)
- Geocoris uliginosus (Say, 1832)